# مانفرد گرلاخ
مانفرد گرلاخ (آلمانی: Manfred Gerlach؛ زاده ۸ مهٔ ۱۹۲۸ – درگذشته ۱۷ اکتبر ۲۰۱۱) سیاست‌مدار آلمانی بود.
مانفرد گرلاخ در ۱۷ اکتبر ۲۰۱۱ بعد از یک دوره طولانی بیماری در سن ۸۳ سالگی درگذشت.